# Johannes Joachim Degenhardt
Johannes Joachim Degenhardt, nemški rimskokatoliški duhovnik, škof in kardinal, * 31. januar 1926, Schwelm, † 25. julij 2002.

## Življenjepis
6. avgusta 1952 je prejel duhovniško posvečenje.
12. marca 1968 je bil imenovan za pomožnega škofa Paderborna in za naslovnega škofa Vicus Pacatija; 1. maja istega leta je prejel škofovsko posvečenje.
15. marca 1974 je bil imenovan za nadškofa Paderborna; potrjen je bil 4. aprila in 28. aprila istega leta je bil ustoličen.
21. februarja 2001 je bil povzdignjen v kardinala in imenovan za kardinal-duhovnika S. Liborio.